# Magne (1905)
Magne (2), officiellt HM Jagare Magne, var en jagare i svenska flottan. Magne och systerfartyget Mode var Sveriges första jagare och dessa köptes av Storbritannien. År 1906 ingick bägge jagarna i kusteskadern med Magne som divisionschefsfartyg. Dessa jagare visade sig så lyckade att man beslöt sig att bygga ytterligare jagare vid svenska varv med de brittiska som prototyper. Magne sjösattes 2 augusti 1905 och levererades till flottan 13 september 1905. Magne avrustades för gott efter första världskrigets neutralitetsvakt och utrangerades 1 juli 1936 och sänktes som skjutmål 1941 innan hon bärgades och skrotades.